# Лежащая на боку O
ᴑ (лежащая на (левом) боку O) — буква расширенной латиницы. Используется в Уральском фонетическом алфавите, где обозначает редуцированный гласный [o], передаваемый буквой o. В Уральском фонетическом алфавите редуцированный гласный обычно обозначается перевёрнутой на 180° графемой соответствующего нередуцированного звука, однако так как перевёрнутая буква o являлась бы омоглифом простой o, буква повёрнута на 90° против часовой стрелки.